# Villa Pignatelli di Monteleone
Die Villa Pignatelli di Monteleone ist ein Landhaus aus dem 18. Jahrhundert im Viertel Barra von Neapel in der italienischen Region Kampanien. Sie liegt am Corso Sirena, 7 und zählt zu den Villen der Miglio d’oro.

## Geschichte und Beschreibung
Die Villa ist ein großer Komplex, auch wenn sie unvollendet blieb. Bauherr war Diego Pignatelli, Herzog von Monteleone, der 1728 die Bauarbeiten beauftragte, von denen man weiß, dass sie bis 1766 dauerten. Am Bau des Komplexes waren bedeutende Architekten und Künstler beteiligt: Zuerst arbeitete dort Ferdinando Sanfelice und dann übernahm Ferdinando Fuga seine Aufgaben.
Die Hauptfassade ist durch ein Portal aus Piperno mit gebrochener Linie und Diamantbossenwerk gekennzeichnet. Der große Park ist noch in seinen ursprünglichen Dimensionen erhalten: Dort gibt es darüber hinaus verschiedene alte Gebäude.
Die Villa befindet sich, obwohl sie zu den schönsten und bedeutendsten der Stadt zählt, in schlechtem Erhaltungszustand. Das einzige Element des Komplexes, das perfekt erhalten ist, ist Palastkirche Maria Santissima di Caravaggio.
2011 diente die Villa dem Regisseur Matteo Garrone als Drehort für seinen Film Reality – im großen Innenhof war der Fischladen des Protagonisten eingerichtet.